# Andrew Simms

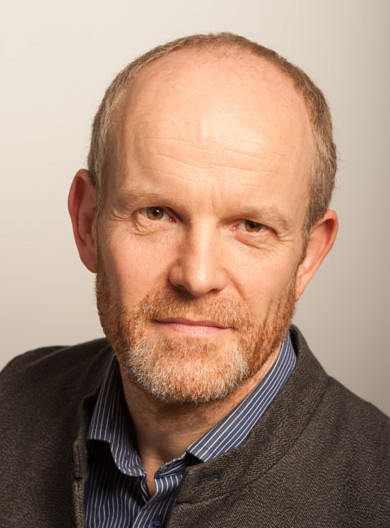
Andrew Simms- britischer Autor und Ökonom.

Andrew Simms (geb. 1965) ist ein britischer Autor, Ökonom und Co-Direktor des New Weather Instituts. Er ist Mitarbeiter am Zentrum für globale politische Wirtschaftsforschung der Universität von Sussex und ein Fellow an der New Economics Foundation.
Andrew Simms prägte den Begriff der ökologischen Schuld, um darzustellen, inwieweit Volkswirtschaften die jeweilige Umwelt übernutzen. Er initiierte den Welterschöpfungstag oder Earth Overshoot Day an dem die Weltwirtschaft die Erdressourcen, welche in einem Jahr, unter Prognosen zukünftigen Verbrauchs, zur Verfügung stehen, vollständig verbraucht hat.

## Karriere
Andrew Simms war zehn Jahre Generaldirektor der New Economics Foundation. Er war auch Kommunikationsdirektor und initiierte das Klimawandelprogramm der Stiftung. Er war Mitautor von The Green New Deal und Mitgründer der Green New Deal Group. Er war auch Mitgründer der Klimakampagne onehundredmonths.org und des Think Tanks New Weather Institut. Er war Hauptredner der Grünen Partei (Green Party) in Großbritannien.
Als politischer Ökonom und Umweltschützer studierte Simms an der London School of Economics und erhielt einen Master in Entwicklungs- und internationaler politischer Ökonomie. Er veröffentlichte einige Berichte zum Klimawandel, der Globalisation, Entwicklungshindernissen, Schulden (konventioneller und ökologischer), Finanzierung und Investition, Rechenschaftspflicht für Unternehmen, Gentechnik und Ernährungssicherheit. Er prägte den Begriff „Klonstädte“ (Clone towns), um die wirtschaftlichen und gleichmachenden Effekte von Einzelhandelsketten auf die Zentren von Städten, zu beschreiben.
Simms nimmt aktiv an der öffentlichen Debatte um Auswege aus der Klimakrise teil; so unterzeichnete er im Oktober 2018 einen offenen Brief, in dem der britischen Regierung eine Versagen im Klimaschutz vorgeworfen wird, die Extinction Rebellion – eine zu zivilem Ungehorsam in der Klimafrage aufrufenden Graswurzelbewegung – unterstützt wird und eine Dekarbonisierung der Wirtschaft gefordert wird.

## Veröffentlichungen
- Ecological Debt: The Health of the Planet & the Wealth of Nations (2005, 2009) (Ökologische Schuld: Die Gesundheit des Planetens und der Wohlstand) Pluto Press
- Tescopoly: How one shop came out on top and why it matters (2007)
- Do Good Lives Have to Cost the Earth? (Muss ein guter Lebensstandard auf Kosten der Erde gehen?) (co-author)(2008)
- The New Economics (Die Neue Ökonomie) co-authored with David Boyle (2009) Routledge. ISBN 978-1-84407-675-8.
- Eminent Corporations: the Rise and Fall of the Great British Corporation (co-author)(2010)
- Cancel the Apocalypse: the New Path to Prosperity (2013) (Sagt die Apokalypse ab: Der neue Weg zum Wohlstand) Little, Brown and Company
- Knock Twice: 25 Modern Folk Tales for Troubling Times (2017)